# Флавіу
Флавіу (порт. Flávio Amado, нар. 30 грудня 1979, Луанда) — ангольський футболіст, що грав на позиції нападника.
Виступав, зокрема, за клуби «Петру Атлетіку» та «Аль-Аглі», а також національну збірну Анголи.

## Кар'єра гравця
Почав професійну кар'єру в 2000 році в клубі «Петру Атлетіку» з рідної Луанди, одному з найсильніших клубів Анголи. У тому ж році молодий перспективний форвард дебютував у національній збірній. За п'ять років у складі «Петру Атлетіку» виграв два чемпіонати, два Кубки і Суперкубок Анголи, був одним із лідерів команди.
У 2005 році перейшов в каїрський «Аль-Аглі», найсильніший клуб Єгипту за всю його історію і за останні роки зокрема, один з найкращих клубів всієї Африки. Флавіу швидко закріпився в основному складі клубу, ставши одним з провідних гравців. У перший же рік він виграв з «Аль-Аглі» Кубок і Суперкубок Єгипту, а також Лігу чемпіонів КАФ. А ось на клубному ЧС-2005 ні каїрській команді, ні особисто Флавіу не вдалося себе проявити, підсумком виступу стало шосте (останнє) місце.
2006 рік став найуспішнішим в кар'єрі Флавіу. На внутрішньоєгипетському рівні були виграні всі три основних трофеї - чемпіонат (2005/06), Кубок і Суперкубок, «Аль-Аглі» здобув перемоги і в Лізі чемпіонів КАФ, і в Суперкубку КАФ, ставши найсильнішою клубною командою Африки. У клубній першості світу в грудні того року каїрці посіли третє місце, обігравши «Окленд Сіті» (2:0 в 1/4 фіналу) і «Америку» (2:1 в матчі за бронзу) і поступився в півфіналі майбутнього чемпіону - «Інтернасьйоналу» (1:2); блискуче проявили себе на тому турнірі Флавіу і його партнер по атаці Мохаммед Абутріка, який забив тричі (в т.ч. обидва голи в бронзовому матчі), а Флавіу - двічі. Лише вони двоє стали тими, хто на тому турнірі відзначився більше ніж одним голом.
Приблизно за півроку до цього Флавіу зміг добре проявити себе за збірну на Чемпіонаті світу 2006: в перших двох матчах (0:1 від Португалії і 0:0 з Мексикою) Флавіу сидів на лаві запасних, зате в третій грі, проти Ірану, вийшовши заміну у другому таймі замість лідера і капітана Анголи Акви, забив м'яч, який став єдиним для Анголи на цьому турнірі і (поки що) на світових першостях взагалі (ЧС-2006 був для Анголи дебютним); гра в підсумку закінчилася внічию 1:1, іранець Сохраб Бахтіарізаде зрівняв рахунок; в результаті, не дивлячись на невихід збірної в плей-офф, ангольці запам'яталися непоганою грою, а Флавіу став національним героєм. А ще до того, в січні 2006 року, на Кубку африканських націй, Флавіу забив три голи, але це не допомогло ангольцям вийти з групи.
У сезоні 2006/07 років Флавіу виграв свій другий єгипетський чемпіонський титул і став найкращим бомбардиром першості (17 голів). У 2007 році він виграв у складі «Аль-Аглі» ще три кубкових трофея: Кубок і Суперкубок Єгипту і Суперкубок КАФ. А ось виграти третю поспіль Лігу чемпіонів КАФ «Аль-Аглі» не зумів, поступившись у фіналі туніському «Етуаль дю Сахель» (0:0; 1:3). У 2008 році «Аль-Аглі» і один з найкращих його гравців Флавіу в черговий раз виграли чемпіонат, Кубок і Суперкубок Єгипту, а також Лігу чемпіонів КАФ. На Кубку африканських націй 2008 Ангола вийшла з групи, а в чвертьфіналі поступилася єгиптянам (1:2), в складі яких була велика кількість товаришів Флавіу по «Аль-Аглі»; Флавіу носив на турнірі капітанську пов'язку і відзначився 1 голом, двічі відзначився його партнер по атаці Манушу з «Манчестер Юнайтед». Нарешті, в грудні 2008 року Флавіу взяв участь в своєму третьому клубному чемпіонаті світу. На цей раз, як і в 2005 році, єгиптянам не вдалося вийти в півфінал.

## Досягнення
- Гірабола («Петру Атлетіку»)
  -  Чемпіон (2): 2000, 2001

- Кубок Анголи («Петру Атлетіку»)
  -  Володар (2): 2000, 2002

- Суперкубок Анголи («Петру Атлетіку»)
  -  Володар (1): 2002

- Прем'єр-ліга (Єгипет) («Аль-Аглі» (Каїр))
  -  Чемпіон (4): 2005/06, 2006/07, 2007/08, 2008/09

- Кубок Єгипта («Аль-Аглі» (Каїр))
  -  Володар (2): 2005, 2006, 2007, 2008

- Суперкубок Єгипта («Аль-Аглі» (Каїр))
  -  Володар (2): 2005, 2006, 2007, 2008

- Найкащий бомбардир чемпіонату Єгипту: 2006/07, 2008/09

- Ліга чемпіонів КАФ
  -  Володар (3): 2005, 2006, 2008
  -  Фіналіст (1): 2007

- Суперкубок КАФ
  -  Володар (2): 2006, 2007

- Клубний чемпіонат світу
  -  Бронзовий призер (1): 2006

## Статистика виступів у національній збірній
| Збірна Анголи | Збірна Анголи | Збірна Анголи |
| Рік           | Матчі         | Голи          |
| ------------- | ------------- | ------------- |
| 2001          | 8             | 1             |
| 2002          | 3             | 0             |
| 2003          | 3             | 0             |
| 2004          | 7             | 3             |
| 2005          | 7             | 2             |
| 2006          | 8             | 6             |
| 2007          | 7             | 5             |
| 2008          | 13            | 6             |
| 2009          | 8             | 2             |
| 2010          | 4             | 3             |
| 2011          | 2             | 1             |
| 2012          | 3             | 1             |
| Загалом       | 73            | 30            |